# Суханова, Лариса Фёдоровна
Суханова Лариса Фёдоровна (1 марта 1923, Россошь, Воронежская губерния — 24 августа 2020, Кривой Рог, Днепропетровская область) — советская и украинская хормейстер и музыкальный педагог. Отличница народного образования, хормейстер Криворожского областного музыкального колледжа и музыкальной школы № 1.

## Биография
Родилась 1 марта 1923 года в городе Россошь Воронежской области в семье музыкантов. Дед, Иван Игнатьевич, музыкант-самоучка, играл почти на всех музыкальных инструментах. Все его восемь детей получили музыкальное образование. Мать, Надежда Ивановна окончила Московскую консерваторию имени Гнесиных по специальности «скрипка». Мать и привила любовь к музыке.
В 1955 году окончила Киевскую государственную консерваторию имени П. И. Чайковского по классу хорового дирижирования М. И. Вериковского.
В 1955—1965 годах преподавала в Каменец-Подольском и Читинском музыкальных училищах, дирижировала военным хором при Киевском военном округе.
В 1965 году как маститый хормейстер приглашена в Кривой Рог Н. И. Ромасенко — директором Криворожского музыкального училища. С этого момента почти полвека преподавала и руководила детскими хоровыми коллективами Криворожского областного музыкального колледжа, преподавала в Криворожском педагогическом институте.
1 марта 2013 года педагог с 70-летним педагогическим стажем отметила своё 90-летие.
Умерла 24 августа 2020 года в городе Кривой Рог.

## Награды
Две почетные грамоты от руководства города и области — «За многолетний добросовестный труд и профессионализм»; грамота «За отличную работу» с подписью худрука Национального заслуженного академического украинского народного хора имени Г. Г. Верёвки, Героя Украины, народного артиста СССР, академика Анатолия Авдиевского.

## Память
- Мероприятие к 100-летию со дня рождения[2].

## Творческая деятельность
Благодаря ей Криворожское областное музыкальное училище стало «кузницей» хормейстерских кадров. Значительное внимание уделяла воспитанию молодёжи, со студентами посещала оперные театры, концерты в консерваториях Киева, Москвы, Ленинграда, репетиции выдающихся хормейстеров известных хоровых коллективов СССР.

### Известные ученики
Дала путёвку в хоровое искусство многим известным в Кривом Роге, Украине, в России, Германии, США, Израиле музыкантам. Среди учеников хоровые и сольные певцы, среди которых заслуженный работник культуры, руководитель хора «Возрождение» Криворожского музыкального колледжа Л. А. Красильникова; преподаватели дирижёрского отделения колледжа С. Пикуль и Э. Калина. У Ларисы Сухановой учился Виктор Петриченко — хормейстер, народный артист Украины, дирижёр Национальной заслуженной академической капеллы Украины «Думка». Ю. Барский — директор Израильской консерватории. Среди учеников Фурдак Татьяна Дмитриевна, заведующая научно-методической комиссией хорового дирижирования, преподаватель факультета искусств Криворожского национального университета; Грицишин Алексей Николаевич — композитор, автор и исполнитель эстрадных песен, лауреат фестиваля «Червона рута».